# UAB (empresa)
UAB (conhecido anteriormente como United Amara Bank) é um banco comercial privado do Mianmar.

## História
O UAB é um dos quatro bancos privados a iniciar as suas atividades em Agosto de 2010, sendo as primeiras novas instituições financeiras no país desde a criação do banco Innwa em 1997. O UAB tem atualmente uma rede de mais de 79 agências em 53 municípios em Mianmar.
O banco é maioritariamente detido por Ne Aung, filho de Aung Thaung, que foi incluído na lista negra do Tesouro dos Estados Unidos em Outubro de 2014 pela sua participação na junta militar do país, o Conselho Estatal para a Paz e o Desenvolvimento, e pelas suas tentativas de minar as reformas económicas e políticas da Birmânia a favor da democracia.
Em 2016, o banco e o Banco Asiático de Desenvolvimento assinaram um acordo de financiamento comercial para apoiar empresas em Mianmar através dos seus serviços. Em 2017, o UAB lançou cartões de crédito da marca Visa no país, procurando atender à demanda por pagamentos eletrônicos no país que têm vindo a expandir.
O banco UAB e a Global Star Co. Ltd. fizeram parceria com a empresa chinesa Huawei para distribuir produtos de energia solar em Mianmar, um mercado que tem vindo a se expandir.

## Prêmios e indicações
- O Global Banking & Finance Awards concedeu ao UAB o prêmio de Melhor CEO Bancário de Mianmar em 2019.[10]

- Em 2022, o banco UAB recebeu o prêmio de Melhor Banco de Mianmar pelo Euromoney Awards for Excellence.[11][12]

## Links externos
- Site oficial